# Fidżi na Letnich Igrzyskach Paraolimpijskich 1996
Fidżi na Letnich Igrzyskach Paraolimpijskich 1996 w Atlancie reprezentowało dwóch lekkoatletów. Był to trzeci start reprezentacji tego kraju na igrzyskach paraolimpijskich (po występach w roku 1964 i 1976).
Fidżyjczycy nie zdobyli na tych zawodach żadnego medalu.

## Wyniki

### Lekkoatletyka
Konkurencje biegowe
| Zawodnik       | Konkurencja           | Eliminacje | Eliminacje | Finał    | Finał   | Źródło |
| Zawodnik       | Konkurencja           | Rezultat   | Miejsce    | Rezultat | Miejsce | Źródło |
| -------------- | --------------------- | ---------- | ---------- | -------- | ------- | ------ |
| Joseva Verevou | bieg na 100 m T45–T46 | DNF        | DNF        | NQ       | NQ      | [ 2 ]  |
| Joseva Verevou | bieg na 200 m T45–T46 | DNS        | DNS        | DNS      | DNS     | [ 3 ]  |

Konkurencje techniczne
| Zawodnik       | Konkurencja        | Finał    | Finał   | Źródło |
| Zawodnik       | Konkurencja        | Rezultat | Miejsce | Źródło |
| -------------- | ------------------ | -------- | ------- | ------ |
| Elia Sarisoso  | pchnięcie kulą F41 | 7,95 m   | 10      | [ 4 ]  |
| Elia Sarisoso  | rzut dyskiem F41   | 28,10 m  | 10      | [ 5 ]  |
| Elia Sarisoso  | rzut oszczepem F41 | 24,08 m  | 10      | [ 6 ]  |
| Joseva Verevou | skok w dal F45–F46 | 3,73 m   | 12      | [ 7 ]  |